# Grand Prix Portugalii 1994
Grand Prix Portugalii 1994 (oryg. Grande Premio de Portugal) – 13. runda Mistrzostw Świata Formuły 1 w sezonie 1994, która odbyła się 25 września 1994, po raz 11. na torze Autódromo do Estoril.
23. Grand Prix Portugalii, 14. zaliczane do Mistrzostw Świata Formuły 1.

## Wyniki

### Kwalifikacje
| P                       | Nr | Kierowca              | Konstruktor(-silnik) | Opony | Czas     | Odstęp   | Strata   |
| ----------------------- | -- | --------------------- | -------------------- | ----- | -------- | -------- | -------- |
| 1                       | 28 | Gerhard Berger        | Ferrari              | G     | 1:20.608 | -        | -        |
| 2                       | 0  | Damon Hill            | Williams-Renault     | G     | 1:20.766 | 0:00.158 | 0:00.158 |
| 3                       | 2  | David Coulthard       | Williams-Renault     | G     | 1:21.033 | 0:00.267 | 0:00.425 |
| 4                       | 7  | Mika Häkkinen         | McLaren-Peugeot      | G     | 1:21.251 | 0:00.218 | 0:00.643 |
| 5                       | 27 | Jean Alesi            | Ferrari              | G     | 1:21.517 | 0:00.266 | 0:00.909 |
| 6                       | 3  | Ukyō Katayama         | Tyrrell-Yamaha       | G     | 1:21.590 | 0:00.073 | 0:00.982 |
| 7                       | 8  | Martin Brundle        | McLaren-Peugeot      | G     | 1:21.656 | 0:00.066 | 0:01.048 |
| 8                       | 14 | Rubens Barrichello    | Jordan-Hart          | G     | 1:21.796 | 0:00.140 | 0:01.188 |
| 9                       | 30 | Heinz-Harald Frentzen | Sauber-Mercedes      | G     | 1:21.921 | 0:00.125 | 0:01.313 |
| 10                      | 6  | Jos Verstappen        | Benetton-Ford        | G     | 1:22.000 | 0:00.079 | 0:01.392 |
| 11                      | 9  | Christian Fittipaldi  | Footwork-Ford        | G     | 1:22.132 | 0:00.132 | 0:01.524 |
| 12                      | 4  | Mark Blundell         | Tyrrell-Yamaha       | G     | 1:22.288 | 0:00.156 | 0:01.680 |
| 13                      | 15 | Eddie Irvine          | Jordan-Hart          | G     | 1:22.294 | 0:00.006 | 0:01.686 |
| 14                      | 5  | JJ Lehto              | Benetton-Ford        | G     | 1:22.369 | 0:00.075 | 0:01.761 |
| 15                      | 26 | Olivier Panis         | Ligier-Renault       | G     | 1:22.672 | 0:00.303 | 0:02.064 |
| 16                      | 10 | Gianni Morbidelli     | Footwork-Ford        | G     | 1:22.756 | 0:00.084 | 0:02.148 |
| 17                      | 29 | Andrea de Cesaris     | Sauber-Mercedes      | G     | 1:22.885 | 0:00.129 | 0:02.277 |
| 18                      | 23 | Pierluigi Martini     | Minardi-Ford         | G     | 1:23.243 | 0:00.358 | 0:02.635 |
| 19                      | 24 | Michele Alboreto      | Minardi-Ford         | G     | 1:23.364 | 0:00.121 | 0:02.756 |
| 20                      | 12 | Johnny Herbert        | Lotus-Mugen-Honda    | G     | 1:23.408 | 0:00.044 | 0:02.800 |
| 21                      | 25 | Éric Bernard          | Ligier-Renault       | G     | 1:23.699 | 0:00.291 | 0:03.091 |
| 22                      | 20 | Érik Comas            | Larrousse-Ford       | G     | 1:24.192 | 0:00.493 | 0:03.584 |
| 23                      | 19 | Yannick Dalmas        | Larrousse-Ford       | G     | 1:24.438 | 0:00.246 | 0:03.830 |
| 24                      | 31 | David Brabham         | Simtek-Ford          | G     | 1:24.514 | 0:00.076 | 0:03.906 |
| 25                      | 11 | Philippe Adams        | Lotus-Mugen-Honda    | G     | 1:25.313 | 0:00.799 | 0:04.705 |
| 26                      | 32 | Jean-Marc Gounon      | Simtek-Ford          | G     | 1:25.649 | 0:00.336 | 0:05.041 |
| Nie zakwalifikowali się |    |                       |                      |       |          |          |          |
|                         | 34 | Bertrand Gachot       | Pacific-Ilmor        | G     | 1:27.385 | 0:01.736 | 0:06.777 |
|                         | 33 | Paul Belmondo         | Pacific-Ilmor        | G     | 1:29.000 | 0:01.615 | 0:08.392 |
| P                       | Nr | Kierowca              | Konstruktor(-silnik) | Opony | Czas     | Odstęp   | Strata   |

### Wyścig
| P                 | + / – | Nr | Kierowca              | Konstruktor       | Opony | Okr. | Czas / Strata | Komentarz           |
| ----------------- | ----- | -- | --------------------- | ----------------- | ----- | ---- | ------------- | ------------------- |
| 1                 | 1     | 0  | Damon Hill            | Williams-Renault  | G     | 71   | 1h41:10.165   |                     |
| 2                 | 1     | 2  | David Coulthard       | Williams-Renault  | G     | 71   | +0:00.603     |                     |
| 3                 | 1     | 7  | Mika Häkkinen         | McLaren-Peugeot   | G     | 71   | +0:20.193     |                     |
| 4                 | 4     | 14 | Rubens Barrichello    | Jordan-Hart       | G     | 71   | +0:28.003     |                     |
| 5                 | 5     | 6  | Jos Verstappen        | Benetton-Ford     | G     | 71   | +0:29.385     |                     |
| 6                 | 1     | 8  | Martin Brundle        | McLaren-Peugeot   | G     | 71   | +0:52.702     |                     |
| 7                 | 6     | 15 | Eddie Irvine          | Jordan-Hart       | G     | 70   | +1 okr.       |                     |
| 8                 | 3     | 9  | Christian Fittipaldi  | Footwork-Ford     | G     | 70   | +1 okr.       |                     |
| 9                 | 7     | 10 | Gianni Morbidelli     | Footwork-Ford     | G     | 70   | +1 okr.       |                     |
| 10                | 11    | 25 | Éric Bernard          | Ligier-Renault    | G     | 70   | +1 okr.       |                     |
| 11                | 9     | 12 | Johnny Herbert        | Lotus-Mugen-Honda | G     | 70   | +1 okr.       |                     |
| 12                | 6     | 23 | Pierluigi Martini     | Minardi-Ford      | G     | 69   | +2 okr.       |                     |
| 13                | 6     | 24 | Michele Alboreto      | Minardi-Ford      | G     | 69   | +2 okr.       |                     |
| 14                | 9     | 19 | Yannick Dalmas        | Larrousse-Ford    | G     | 69   | +2 okr.       |                     |
| 15                | 11    | 32 | Jean-Marc Gounon      | Simtek-Ford       | G     | 67   | +4 okr.       |                     |
| 16                | 9     | 11 | Philippe Adams        | Lotus-Mugen-Honda | G     | 67   | +4 okr.       |                     |
| Niesklasyfikowani |       |    |                       |                   |       |      |               |                     |
|                   |       | 4  | Mark Blundell         | Tyrrell-Yamaha    | G     | 61   |               | silnik              |
|                   |       | 5  | JJ Lehto              | Benetton-Ford     | G     | 60   |               | poślizg             |
|                   |       | 29 | Andrea de Cesaris     | Sauber-Mercedes   | G     | 54   |               | poślizg             |
|                   |       | 27 | Jean Alesi            | Ferrari           | G     | 38   |               | kolizja z Brabhamem |
|                   |       | 31 | David Brabham         | Simtek-Ford       | G     | 36   |               | kolizja z Alesim    |
|                   |       | 30 | Heinz-Harald Frentzen | Sauber-Mercedes   | G     | 31   |               | dyferencjał         |
|                   |       | 20 | Érik Comas            | Larrousse-Ford    | G     | 27   |               | zawieszenie         |
|                   |       | 3  | Ukyō Katayama         | Tyrrell-Yamaha    | G     | 26   |               | skrzynia biegów     |
|                   |       | 28 | Gerhard Berger        | Ferrari           | G     | 7    |               | skrzynia biegów     |
| Zdyskwalifikowani |       |    |                       |                   |       |      |               |                     |
|                   |       | 26 | Olivier Panis         | Ligier-Renault    | G     | 70   |               | [ 1 ]               |
| P                 | + / – | Nr | Kierowca              | Konstruktor       | Opony | Okr. | Czas / Strata | Komentarz           |

### Najszybsze okrążenie
| Nr | Kierowca        | Konstruktor      | Opony | Czas     | Okr. |
| -- | --------------- | ---------------- | ----- | -------- | ---- |
| 2  | David Coulthard | Williams-Renault | G     | 1:22.446 | 12   |